# Дэбэн (Селенгинский район)
Дэбэ́н (бур. Дэбэн, добуун — «возвышенное место») — улус в Селенгинском районе Бурятии. Входит в сельское поселение «Убур-Дзокойское».

## География
Расположен в 12,5 км к западу от центра сельского поселения, улуса Нур-Тухум, на правой надпойменной террасе реки Селенги, в 800 метрах от основного русла, напротив устья реки Джиды. Местность степная, полого поднимающаяся к востоку. К западу от улуса — пойма Селенги, шириной от 2 до 3 километров, изрезанная протоками, образующими многочисленные острова, и открытая на юго-запад в Джидинскую долину.

## Инфраструктура
Начальная общеобразовательная школа, сельский клуб, библиотека, фельдшерский пункт.

## Население
| 2002 | 2010 |
| ---- | ---- |
| 175  | ↘158 |

Основное население — буряты рода цонгол. Заняты традиционным животноводством.

## Известные люди
- В селе родился Найдан Дамиранов (1937—1985) — советский бурятский композитор, Заслуженный работник культуры Бурятской АССР[3].